# ولید صلاح‌الدین
ولید صلاح الدین (انگلیسی: Walid Salah El-Din؛ زادهٔ ۲۷ اکتبر ۱۹۷۱) یک ورزشکار اهل مصر است.
از باشگاه‌هایی که در آن بازی کرده‌است می‌توان به باشگاه ورزشی الاهلی مصر، تیم ملی فوتبال مصر، و باشگاه فوتبال الاتحاد اشاره کرد.
وی همچنین در تیم‌های ملی فوتبال مصر بازی کرده است.